# Eremopyrum
Eremopyrum és un gènere de plantes de la família de les poàcies, ordre de les poals, subclasse de les commelínides, classe de les liliòpsides, divisió dels magnoliofitins.

## Taxonomia
- Eremopyrum bonaepartis (Spreng.) Nevski
  - Eremopyrum bonaepartis subsp. bonaepartis
    - Eremopyrum bonaepartis var. bonaepartis

  - Eremopyrum bonaepartis subsp. hirsutum (Bertol.) Melderis
    - Eremopyrum bonaepartis var. hirsutum (Bertol.) Grossh.
    - Eremopyrum bonaepartis var. pakistanicum Melderis

  - Eremopyrum bonaepartis subsp. sublanuginosum (Drobow) Á. Löve
    - Eremopyrum bonaepartis var. sublanuginosum (Drobow) Melderis
    - Eremopyrum bonaepartis var. turkestanicum (Gand.) Tzvelev
- Eremopyrum brownei (Kunth) P. Candargy
- Eremopyrum bulbosum (Boiss.) P. Candargy
- Eremopyrum confusum Melderis
  -     - Eremopyrum confusum var. confusum
    - Eremopyrum confusum var. glabrum Melderis
    - Eremopyrum confusum var. pakistanicum (Melderis) Melderis
- Eremopyrum cretense (Coustur. i Gand.) Nevski
- Eremopyrum cristatum (L.) Willk. i Lange
  -     - Eremopyrum cristatum var. cristatum
    - Eremopyrum cristatum var. glabriglume P. Candargy
    - Eremopyrum cristatum var. imbricatum (M. Bieb.) P. Candargy
    - Eremopyrum cristatum var. pectinatum (M. Bieb.) P. Candargy
    - Eremopyrum cristatum var. puberulum (Boiss.) P. Candargy
    - Eremopyrum cristatum var. villosum Willk. i Lange
- Eremopyrum dasyanthum (Ledeb. ex Spreng.) P. Candargy
- Eremopyrum dasyphyllum (Schrenk) P. Candargy
- Eremopyrum distans (C. Koch) Nevski
- Eremopyrum fibrosum (Schrenk) P. Candargy
- Eremopyrum hirsutum (Bertol.) Nevski
- Eremopyrum kotschyanum (Boiss.) P. Candargy
- Eremopyrum olgae (Regel) P. Candargy
- Eremopyrum orientale (L.) Jaub. i Spach
  - Eremopyrum orientale subsp. distans (C. Koch) Maire
    - Eremopyrum orientale var. lanuginosum (Griseb.) P. Candargy
    - Eremopyrum orientale var. lasianthum (Boiss.) P. Candargy

  - Eremopyrum orientale subsp. orientale
    - Eremopyrum orientale var. orientale
- Eremopyrum patulum (Willd.) P. Candargy
- Eremopyrum prostratum (Pall.) P. Candargy
- Eremopyrum puberulum (Boiss. ex Steud.) Grossh. ex Prokudin
- Eremopyrum sibiricum (Willd.) P. Candargy
- Eremopyrum sibiricum Podp.
  -     - Eremopyrum sibiricum var. densiflorum (Willd.) P. Candargy
    - Eremopyrum sibiricum var. desertorum (Fisch. ex Link) P. Candargy
    - Eremopyrum sibiricum var. glabrum P. Candargy
    - Eremopyrum sibiricum var. hirsutum P. Candargy
    - Eremopyrum sibiricum var. sibiricum
- Eremopyrum squarrosum (Roth) Jaub.
  -     - Eremopyrum squarrosum var. hirsutum P. Candargy
- Eremopyrum triticeum (Gaertn.) Nevski

(vegeu-ne una relació més exhaustiva a Wikispecies)

## Sinònim
Cremopyrum Schur, orth. var.